# Parti socialiste de Serbie
Le Parti socialiste de Serbie (en serbe cyrillique : Социјалистичка партија Србије ; en serbe latin : Socijalistička partija Srbije ; en abrégé : SPS) est un parti politique de centre gauche serbe fondé en 1990 par Slobodan Milošević. Il a son siège à Belgrade et est présidé par Ivica Dačić,
À ne pas confondre avec le Parti socialiste de Serbie de la IIe Internationale à la fin du XIXe siècle, qui a pris position contre la Première Guerre mondiale.

## Histoire
Le parti fut fondé le 17 juillet 1990 par Slobodan Milošević par la fusion des ligues communistes de Serbie de Milošević (en fait les sections serbes de la Ligue des communistes de Yougoslavie) et de la Ligue des travailleurs socialistes de Serbie de Radmila Anđelković.
Depuis 1992, il gouverne en collaboration avec d'autres partis politiques, le Parti de la nouvelle démocratie, et le Parti radical serbe de Vojislav Šešelj à partir de 1993.

## Présidents
| # | Président          | Président | Âge       | Début           | Fin             |
| - | ------------------ | --------- | --------- | --------------- | --------------- |
| 1 | Slobodan Milošević |           | 1941–2006 | 17 juillet 1990 | 24 mai 1991     |
| 2 | Borisav Jović      |           | 1928–2021 | 24 mai 1991     | 24 octobre 1992 |
| 3 | Slobodan Milošević |           | 1941–2006 | 24 octobre 1992 | 11 mars 2006    |
| 4 | Ivica Dačić        |           | 1966–     | 11 mars 2006    | en cours        |

## Résultats électoraux

### Élections législatives
| Année | Coalition          | Tête de liste | Voix    | %     | Sièges   | Gouvernement                                |
| ----- | ------------------ | ------------- | ------- | ----- | -------- | ------------------------------------------- |
| 2008  | SPS–PUPS–JS        | Ivica Dačić   | 313 896 | 7,58  | 20 / 250 | Cvetković                                   |
| 2012  | SPS–PUPS–JS        | Ivica Dačić   | 567 689 | 14,51 | 44 / 250 | Dačić                                       |
| 2014  | SPS–PUPS–JS        | Ivica Dačić   | 484 607 | 13,49 | 44 / 250 | Vučić I                                     |
| 2016  | SPS–ZS–JS-KP       | Ivica Dačić   | 413 770 | 10,95 | 29 / 250 | Vučić II (2016-2017), Brnabić I (2017-2020) |
| 2020  | SPS – JS – KP – ZS | Ivica Dačić   | 334 333 | 10,38 | 32 / 250 | Brnabić II                                  |
| 2022  | SPS – JS – KP – ZS | Ivica Dačić   | 435 266 | 11,44 | 32 / 250 | Brnabić III                                 |
| 2023  | SPS – JS – KP – ZS | Ivica Dačić   | 249 916 | 6,55  | 18 / 250 |                                             |

## Groupes parlementaires (2012)

### Assemblée nationale de la république de Serbie
En 2012, le groupe parlementaire du Parti socialiste de Serbie à l'Assemblée nationale de la république de Serbie compte 25 députés (sur 250) :
| - Aleksandar Antić - Zoran Anđelković - Dušan Bajatović - Snežana Bogosavljević Bošković - Ivana Dinić - Mirjana Dragaš - Saša Dujović (PVS) | - Bojana Đorđević - Neđo Jovanović - Vesna Jovicki - Zoran Kasalović - Miletić Mihajlović - Stefana Miladinović - Đorđe Milićević, vice-président | - Milisav Petronijević - Dejan Radenković - Zoran Radovanović - Branko Ružić - Suzana Spasojević - Vesna Stepić - Zvonimir Stević | - Miroljub Stojčić - Petar Škundrić - Slavoljub Vlajković - Dijana Vukomanović, présidente |

### Assemblée de la province autonome de Voïvodine
À l'Assemblée de la province autonome de Voïvodine, le groupe parlementaire du Parti socialiste de Serbie dispose de 12 députés (sur 120).
| - Pavle Budakov, président - Miroslav Španović, vice-président - Gavra Avramov - Predrag Amižić - Milenko Babić - Branislava Belić | - Vesna Bjelić - Goran Gonđa - Uroš Kandić - Goran Latković - Marko Marić - Dragan Rastović |